# Opioidinducerad endokrinopati
Opioidinducerad endokrinopati (OIE) är en komplikation av långvarig opioidbehandling och innebär en sänkt produktion av vissa hormoner. Det är en sjukdom som uppstår på grund av att opioider påverkar hypotalamo-hypofysära hormonsystem. Detta kan observeras mestadels efter långvarig användning av opioider, använda både som behandling eller som missbruk. 
Det är emellertid oklart om alla opioider påverkar hypotalamo-hypofysär system i samma utsträckning, och vilken koncentration och hur lång tidsexponering som krävs för utvecklingen av endokrinopati. Det verkar som om vissa opioider kan påverka systemet mindre (buprenorfin) och några mer aggressivt (metadon, fentanyl).
Effekten av opioider på hormonella nivåer har detekterats omedelbart efter användning av vissa opioider. Uppkomsten av hormonbrist kommer oftast efter längre användningstid av höga doser, men ibland kan samexisterande faktorer som cancersjukdom, smärtsjukdom eller andra läkemedel påskynda utvecklingen.

## Patofysiologi
Långvarig bruk av opioider orsakar brist på könshormoner, på grund av negativ effekt på hypotalamus och könskörtlar och är den vanligaste och mest kända opioidinducerade endokrinopatin. Den förekommer hos 21–86 % av långtidsanvändare av opioider, både hos män och kvinnor. Hos män minskar opioider produktion av gonadotropinfrisättande hormon, minskning av gonadotropiner och även påverkar Leydigceller i testiklar som producerar mindre testosteron. Hos kvinnor leder minskning av gonadotropinfrisättande hormon till minskad produktion av östrogen, luteiniserande hormon (LH) och follikelstimulerande hormon (FSH).

### Opioidinducerad binjurebarksvikt
Effekten på binjurar, genom minskning av produktion av adrenokortikotrophormon (ACTH) i hypofys, är beskriven både efter kortverkande och långverkande behandling med opioider. Detta resulterar i minskad produktion av binjurebarkshormoner, främst kortisol. Binjurarna klarar inte då kortisolproduktion vid stressituationer.

### Opioidinducerad hyperprolaktinemi
Opioidinducerad hyperprolaktinemi kan leda till smärtsam tillväxt av bröst, mjölkproduktion och hypogonadism. Det är även andra läkemedel som kan leda till detta, bland annat neuroleptika och benzodiazepiner.

### Opioidinducerad tillväxthormonbrist
Även tillväxthormon produktion kan minska på grund av behandling med opioider. Det leder hos vuxna bland annat till påverkan av högre kognitiva funktioner. Det som huvudsakligen påverkas är visuospatialminne och orientering.
Brist på könshormoner och direkt negativ effekt av opioider på benformatering leder till osteoporos.
Effekten på sköldkörtelhormoner misstänks också, men är inte fortfarande väl utstuderad.

## Symtom
Testosteronunderskott hos män leder till erektionsproblem, infertilitet, depression, ångest, nattsvett och värmevallningar. Premenopausala kvinnor får oregelbunden menstruation, infertilitet eller för tidigt klimakterium. Postmenopausala kvinnor kan ha lägre nivåer av dehydroxiepiandosteron, LH och FSH, vilket också leder till depression och hårfall.
Påtagligt trötthet och utmattning, högre förekomst av infektionssjukdomar, problem med sårläkning och total utmattning under infektioner eller till och med Addison-krisen är symptom på kortisolunderskott. Patologiska frakturer i tidig ålder måste inge misstanke om osteoporos. Desorientering i den tidigare kända omgivningen kan vara symptom på tillväxthormonbrist.

## Behandling
Om avslutning av behandling eller minskning av doser av opioider är möjligt kan endokrinopati reverseras. Om behandlingen med opioid inte kan avslutas på grund av allvarliga skäl, till exempel i substitutionsprogram vid opioidberoende eller på grund av svår smärta eller cancer, bör hormonbehandling övervägas.